# Literaturmuseum Hakodate

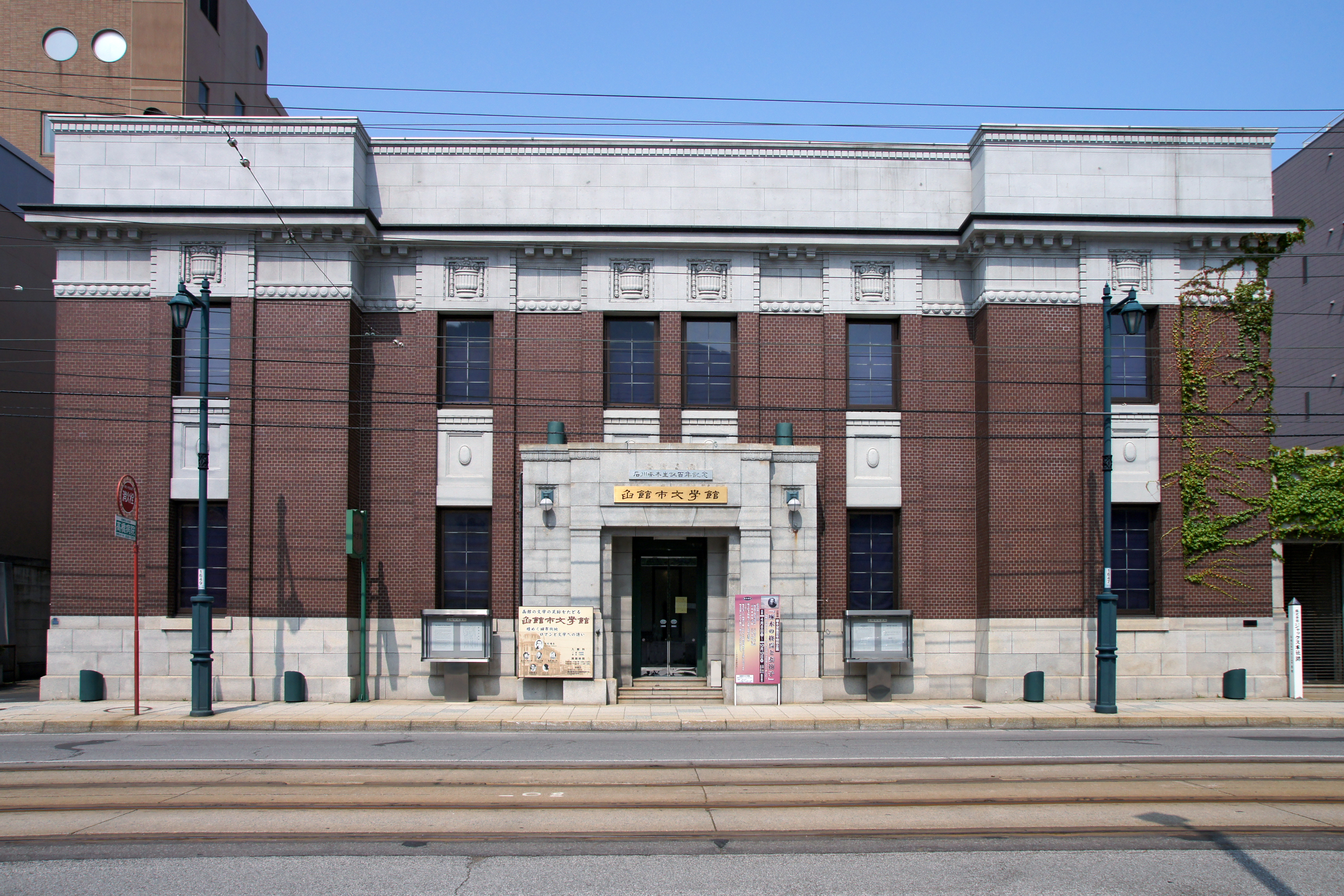
Das Literaturmuseum in Hakodate

Das Literaturmuseum Hakodate (jap. 函館市文学館, Hakodate-shi Bungakukan) wurde am 1. April 1993 in Hakodate auf Hokkaidō eröffnet. Das Museum bewahrt insbesondere Materialien über Schriftsteller auf, die mit der Stadt Hakodate in Beziehung stehen bzw. standen. Die Sammlung wird ausgestellt und umfasst gegenwärtig ca. 250 Exponate unter anderem über den Dichter Ishikawa Takuboku. Daneben gehören Autographen und Manuskripte bspw. der Schriftsteller Katsuichirō Kamei und Jūran Hisao zu den Ausstellungsstücken.

## Übersicht
- Rechtsform： (rechtsfähige) Stiftung (財団法人)
- Träger: ist die Stiftung zur Förderung des Sports und der Kultur in Hakodate[2]
- Eröffnung: 1. April 1993
- Adresse: 040-0053 Hokkaidō, Hakodate-shi, Suehara-chō 22-5
- Gebäude: 1921 als Zweigstelle von der Daiichi-Bank (第一銀行) gebaut, von 1964 bis 1989 von der Firma JACCS LTD. (ジャックス, Japan Consumer Credit Service) genutzt und 1989 als Schenkung der Stadt Hakodate übereignet.